# Hiéroglyphe égyptien F28
La peau de bovin queue droite, en hiéroglyphes égyptiens, est classifiée dans la section F « Parties de mammifères » de la liste de Gardiner ; cet hiéroglyphe y est noté F28.

## Représentation
Il représente une peau de bovin (Bos taurus) tendue et sa queue droite (non comme F27). Il est translittéré sȝb ou ȝb.

## Utilisation
| F27 |

| F27 |

C'est un déterminatif du champ lexical de la peau et des noms de mammifères (en règle générale car il détermine quelques noms d'espèces non mammifères).
| s | F28 | b |

| s | F28 | b |

| F28 | H6 |

| F28 | H6 |

| U23 |

| U23 |

| d | D2 · r | F27 |

| d | D2 · r | F27 |

## Exemples de mots
| E9 | w | O50 · Z1 · Z1 | F28 |

| E9 | w | O50 · Z1 · Z1 | F28 |

| s | F28 | b | E17 |

| s | F28 | b | E17 |

| s | F28 | b | D&t |

| s | F28 | b | D&t |